# Fier (prefeitura)
Fier (em albanês:  Qarku i Fierit) é uma prefeitura da Albânia. Sua capital é a cidade de Fier.

## Distritos
- Mallakastër
- Lushnjë
- Fier